# Церковь Николая Чудотворца (Рамонь)
Церковь Николая Чудотворца — православный храм Воронежской епархии. Расположена в поселке городского типа Рамонь Рамонского района Воронежской области.

## История
Рамонь возникла, как село, в начале XVII века у древнего городища Ромня. Новые переселенцы на реке Воронеж переиначили имя городища, назвав село Рамонь от старого русского слова «раменье», означающее поселение у края леса. В Дозорной книге 1615 года упоминается: «Село Рамень на реке на Воронеже за помещики, в селе церковь Николы Чудотворца древена, клетцки, пашни паханые церковные земли пять четвертей, да дикого поля пять четвертей, обоево, пашни и дикого поля десять четвертей в поле, а в дву потому ж».
Каменная Николаевская церковь в Рамони была построена в 1803 году на средства помещика И. И. Тулинова. В «Указателях храмовых празднеств» за 1884 год приводятся данные начала XVIII века: «В Рамони в Никольской церкви — 2 церковных двора, 2 — помещичьих, 2 крестьянских и 9 однодворческих».
По данным Справочной книги для духовенства Воронежской Епархии за 1900 год, в штате церкви числился священник Григорий Кириллович Попов и псаломщик-дьякон Феодор Александрович Базилевский. Церковные земли насчитывали 33 десятины.
В советское время церковь была снесена, и лишь в 1999—2002 годах по образу и подобию сооружена новая, в своем внешнем виде частично воспроизводящая облик прежнего храма.

## Архитектура
Здание церкви типа восьмерик на четверике с боковыми притворами, небольшой трапезной и приземистой колокольней под шпилем.

## Фотографии

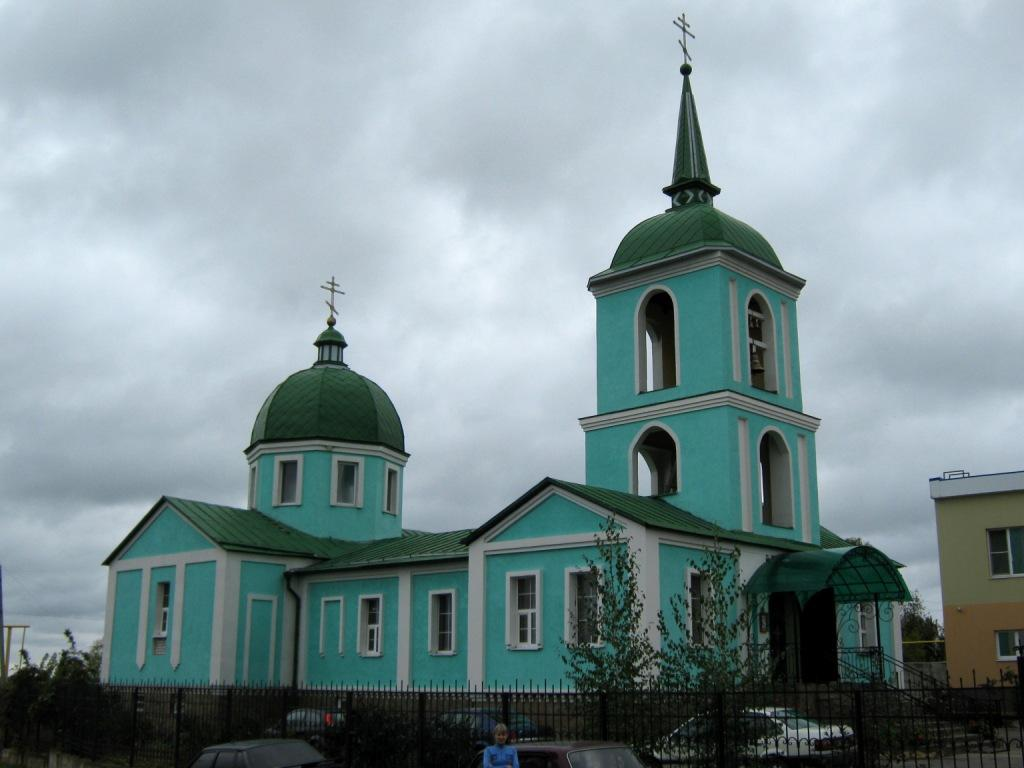
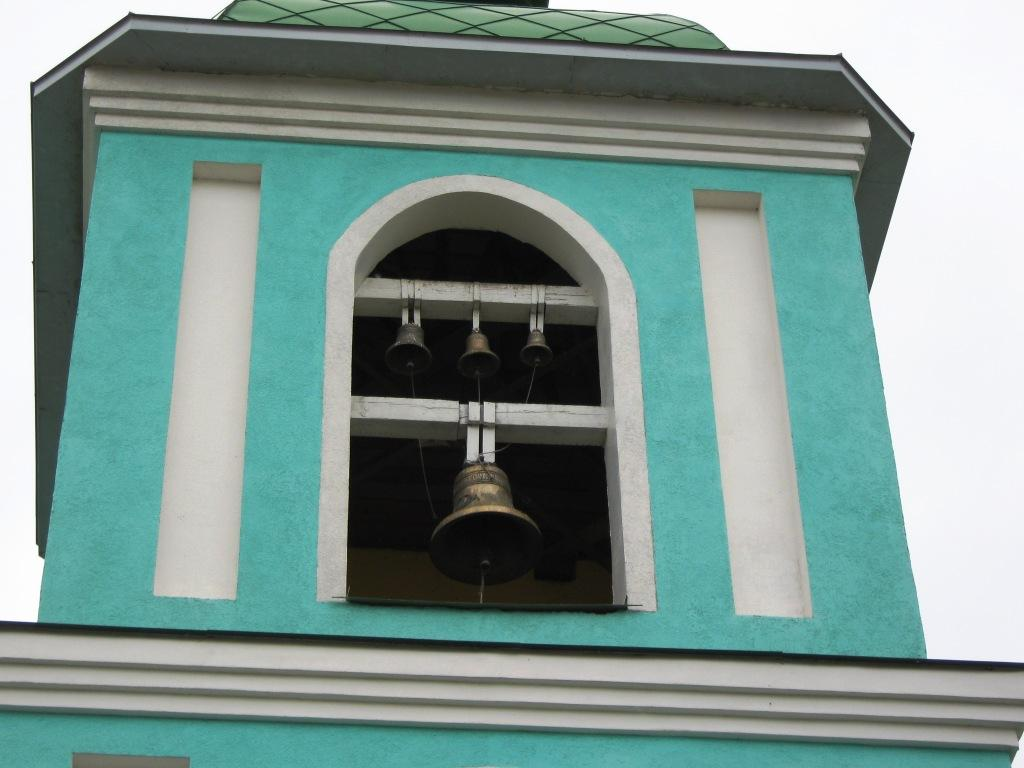
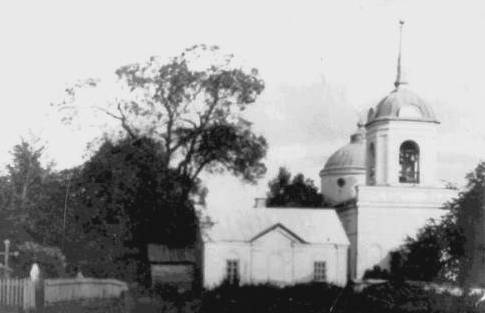
Николаевская церковь. Фото начала XX века